# Rađenovići (Bośnia i Hercegowina)
Rađenovići (cyr. Рађеновићи) – wieś w Bośni i Hercegowinie, w Republice Serbskiej, w gminie Srebrenica. W 2013 roku liczyła 88 mieszkańców.